# 니카라과 축구 국가대표팀
니카라과 축구 국가대표팀(스페인어: Selección de fútbol de Nicaragua)은 니카라과를 대표하는 축구 국가대표팀으로 니카라과 축구 연맹에서 관리하고 있다. 중앙아메리카 국가 중에서 벨리즈와 더불어 가장 실력이 떨어지는 최약체 국가로 평가받던 팀으로 1929년 5월 1일 엘살바도르와의 A매치 데뷔전에서 0-9로 대패했으며 현재 니카라과 국립 축구 경기장을 홈 구장으로 사용하고 있다.

## 개요
중앙아메리카 8개국 중에는 유일하게 야구의 인기가 압도적으로 높은 반면 축구 열기는 거의 없다시피 하다. 거기에다가 주변국들인 코스타리카, 온두라스, 엘살바도르 심지어 2018년 FIFA 월드컵 본선에 첫 출전한 파나마까지 축구 열기가 뜨거워지면서 골드컵과 월드컵 본선에 출전하는 상황임을 감안하면 상당히 독특한 국가라고 할 수 있다. 그래도 최근 들어 핀란드, 노르웨이, 볼리비아, 브라질, 코스타리카, 벨기에, 인도네시아 등의 해외 리그로 진출하는 니카라과 선수들이 늘어나고 있고 니카라과계 선수들까지도 대표팀에 발탁되는 등 실력이 점차 올라오고 있는 추세다.

## 국제 대회 경력

### FIFA 월드컵
2026년 FIFA 월드컵 북중미카리브 지역 2차 예선에서 3승 1패로 4전 전승의 파나마에 이어 D조 2위에 오르며 니카라과 축구 역사상 첫 월드컵 북중미카리브 지역 최종 예선 진출의 새 역사를 썼다.

### CONCACAF 골드컵
본선에는 6번 출전했지만 6번의 대회 모두 조별리그에서 탈락했고 1967년 대회에서 승점 1점을 획득했을 뿐 나머지 경기에서는 단 1승도 없이 전패를 당하면서 북중미 축구 최약체팀다운 모습을 보였다.

### 코파 센트로아메리카나
이 대회 본선에는 11번 출전하여 단 한번도 4위 이상의 성적을 거둔 적이 없지만 2009년 대회 5·6위 결정전에서 과테말라를 꺾고 1승 2무 1패의 성적으로 5위를 차지하며 42년만에 골드컵 통산 3번째 본선에 올랐다.

### CONCACAF 네이션스리그

#### 2019-20년 리그 B
2019-20년 CONCACAF 네이션스리그 예선 9위로 리그 B에 편입된 니카라과는 수리남, 세인트빈센트 그레나딘, 도미니카 연방과 함께 D조에 편성되어 6경기 2승 1무 3패·조 3위로 리그 B 잔류에는 성공했지만 2021년 CONCACAF 골드컵 예선 진출에는 실패했다.

#### 2022-23년 리그 B
2022-23 시즌에서도 리그 B에서 시작한 이후 트리니다드 토바고, 바하마, 세인트빈센트 그레나딘을 상대로 6경기 4승 2무·C조 1위를 차지했지만 부적격 선수 영입과 러시아의 우크라이나 침공에 따른 안전 문제의 여파로 2023년 CONCACAF 골드컵 본선 진출 및 차기 시즌 리그 A 승격 자격을 조 2위팀인 트리니다드 토바고에게 넘겨주고 말았다.

#### 2023-24년 리그 B
부적격 선수 영입과 러시아의 우크라이나 침공의 여파로 리그 A 승격을 박탈당한 후 치러진 2023-24 시즌 리그 B에서 도미니카 공화국, 몬트세랫, 바베이도스와 B조에 편성되어 6경기 5승 1무·조 1위로 니카라과 축구 역사상 국제 대회 역대 최고 성적을 거두며 4시즌만에 차기 시즌 리그 A 무대를 밟게 되었다.

### 팬아메리칸 게임
이 대회에는 2번 출전했지만 두 대회 통산 6전 전패를 당했을 뿐더러 6경기에서 단 3골 밖에 넣지 못했고 무려 43골을 내주면서 모두 조별리그에서 탈락했으며 이후의 출전 기록은 전무하다.

## FIFA 월드컵 (본선)
| 년도   | 결과      | 순위      | 경기      | 승        | 무*       | 패        | 득점      | 실점      | 승점      |
| ------ | --------- | --------- | --------- | --------- | --------- | --------- | --------- | --------- | --------- |
| 1930년 | 없음      | 없음      | 없음      | 없음      | 없음      | 없음      | 없음      | 없음      | 없음      |
| 1934년 | 비회원국  | 비회원국  | 비회원국  | 비회원국  | 비회원국  | 비회원국  | 비회원국  | 비회원국  | 비회원국  |
| 1938년 | 비회원국  | 비회원국  | 비회원국  | 비회원국  | 비회원국  | 비회원국  | 비회원국  | 비회원국  | 비회원국  |
| 1950년 | 비회원국  | 비회원국  | 비회원국  | 비회원국  | 비회원국  | 비회원국  | 비회원국  | 비회원국  | 비회원국  |
| 1954년 | 불참      | 불참      | 불참      | 불참      | 불참      | 불참      | 불참      | 불참      | 불참      |
| 1958년 | 불참      | 불참      | 불참      | 불참      | 불참      | 불참      | 불참      | 불참      | 불참      |
| 1962년 | 불참      | 불참      | 불참      | 불참      | 불참      | 불참      | 불참      | 불참      | 불참      |
| 1966년 | 불참      | 불참      | 불참      | 불참      | 불참      | 불참      | 불참      | 불참      | 불참      |
| 1970년 | 불참      | 불참      | 불참      | 불참      | 불참      | 불참      | 불참      | 불참      | 불참      |
| 1974년 | 불참      | 불참      | 불참      | 불참      | 불참      | 불참      | 불참      | 불참      | 불참      |
| 1978년 | 불참      | 불참      | 불참      | 불참      | 불참      | 불참      | 불참      | 불참      | 불참      |
| 1982년 | 불참      | 불참      | 불참      | 불참      | 불참      | 불참      | 불참      | 불참      | 불참      |
| 1986년 | 불참      | 불참      | 불참      | 불참      | 불참      | 불참      | 불참      | 불참      | 불참      |
| 1990년 | 불참      | 불참      | 불참      | 불참      | 불참      | 불참      | 불참      | 불참      | 불참      |
| 1994년 | 예선 탈락 | 예선 탈락 | 예선 탈락 | 예선 탈락 | 예선 탈락 | 예선 탈락 | 예선 탈락 | 예선 탈락 | 예선 탈락 |
| 1998년 | 예선 탈락 | 예선 탈락 | 예선 탈락 | 예선 탈락 | 예선 탈락 | 예선 탈락 | 예선 탈락 | 예선 탈락 | 예선 탈락 |
| 2002년 | 예선 탈락 | 예선 탈락 | 예선 탈락 | 예선 탈락 | 예선 탈락 | 예선 탈락 | 예선 탈락 | 예선 탈락 | 예선 탈락 |
| 2006년 | 예선 탈락 | 예선 탈락 | 예선 탈락 | 예선 탈락 | 예선 탈락 | 예선 탈락 | 예선 탈락 | 예선 탈락 | 예선 탈락 |
| 2010년 | 예선 탈락 | 예선 탈락 | 예선 탈락 | 예선 탈락 | 예선 탈락 | 예선 탈락 | 예선 탈락 | 예선 탈락 | 예선 탈락 |
| 2014년 | 예선 탈락 | 예선 탈락 | 예선 탈락 | 예선 탈락 | 예선 탈락 | 예선 탈락 | 예선 탈락 | 예선 탈락 | 예선 탈락 |
| 2018년 | 예선 탈락 | 예선 탈락 | 예선 탈락 | 예선 탈락 | 예선 탈락 | 예선 탈락 | 예선 탈락 | 예선 탈락 | 예선 탈락 |
| 합계   |           |           |           |           |           |           |           |           |           |

## FIFA 월드컵 (예선)
| 년도   | 경기                                        | 승                                          | 무*                                         | 패                                          | 득점                                        | 실점                                        | 승점                                        |
| ------ | ------------------------------------------- | ------------------------------------------- | ------------------------------------------- | ------------------------------------------- | ------------------------------------------- | ------------------------------------------- | ------------------------------------------- |
| 1930년 | 없음                                        | 없음                                        | 없음                                        | 없음                                        | 없음                                        | 없음                                        | 없음                                        |
| 1934년 | 비회원국                                    | 비회원국                                    | 비회원국                                    | 비회원국                                    | 비회원국                                    | 비회원국                                    | 비회원국                                    |
| 1938년 | 비회원국                                    | 비회원국                                    | 비회원국                                    | 비회원국                                    | 비회원국                                    | 비회원국                                    | 비회원국                                    |
| 1950년 | 비회원국                                    | 비회원국                                    | 비회원국                                    | 비회원국                                    | 비회원국                                    | 비회원국                                    | 비회원국                                    |
| 1954년 | 불참                                        | 불참                                        | 불참                                        | 불참                                        | 불참                                        | 불참                                        | 불참                                        |
| 1958년 | 불참                                        | 불참                                        | 불참                                        | 불참                                        | 불참                                        | 불참                                        | 불참                                        |
| 1962년 | 불참                                        | 불참                                        | 불참                                        | 불참                                        | 불참                                        | 불참                                        | 불참                                        |
| 1966년 | 불참                                        | 불참                                        | 불참                                        | 불참                                        | 불참                                        | 불참                                        | 불참                                        |
| 1970년 | 불참                                        | 불참                                        | 불참                                        | 불참                                        | 불참                                        | 불참                                        | 불참                                        |
| 1974년 | 불참                                        | 불참                                        | 불참                                        | 불참                                        | 불참                                        | 불참                                        | 불참                                        |
| 1978년 | 불참                                        | 불참                                        | 불참                                        | 불참                                        | 불참                                        | 불참                                        | 불참                                        |
| 1982년 | 불참                                        | 불참                                        | 불참                                        | 불참                                        | 불참                                        | 불참                                        | 불참                                        |
| 1986년 | 불참                                        | 불참                                        | 불참                                        | 불참                                        | 불참                                        | 불참                                        | 불참                                        |
| 1990년 | 불참                                        | 불참                                        | 불참                                        | 불참                                        | 불참                                        | 불참                                        | 불참                                        |
| 1994년 | 2                                           | 0                                           | 0                                           | 2                                           | 1                                           | 10                                          | 0                                           |
| 1998년 | 2                                           | 0                                           | 0                                           | 2                                           | 1                                           | 3                                           | 0                                           |
| 2002년 | 4                                           | 0                                           | 0                                           | 4                                           | 0                                           | 10                                          | 0                                           |
| 2006년 | 2                                           | 0                                           | 1                                           | 1                                           | 3                                           | 6                                           | 1                                           |
| 2010년 | 2                                           | 0                                           | 0                                           | 2                                           | 0                                           | 3                                           | 0                                           |
| 2014년 | 4                                           | 2                                           | 0                                           | 2                                           | 5                                           | 7                                           | 6                                           |
| 2018년 | 6                                           | 5                                           | 0                                           | 1                                           | 15                                          | 5                                           | 15                                          |
| 합계   | 22                                          | 7                                           | 1                                           | 14                                          | 25                                          | 44                                          | 22                                          |
| 순위   | 월드컵 예선 승점 순위 : 162위 (북중미 24위) | 월드컵 예선 승점 순위 : 162위 (북중미 24위) | 월드컵 예선 승점 순위 : 162위 (북중미 24위) | 월드컵 예선 승점 순위 : 162위 (북중미 24위) | 월드컵 예선 승점 순위 : 162위 (북중미 24위) | 월드컵 예선 승점 순위 : 162위 (북중미 24위) | 월드컵 예선 승점 순위 : 162위 (북중미 24위) |

## CONCACAF 골드컵(본선)
| 북중미 골드컵 본선 기록 | 북중미 골드컵 본선 기록            | 북중미 골드컵 본선 기록            | 북중미 골드컵 본선 기록            | 북중미 골드컵 본선 기록            | 북중미 골드컵 본선 기록            | 북중미 골드컵 본선 기록            | 북중미 골드컵 본선 기록            | 북중미 골드컵 본선 기록            | 북중미 골드컵 본선 기록            |
| 년도                    | 결과                               | 순위                               | 경기                               | 승                                 | 무*                                | 패                                 | 득점                               | 실점                               | 승점                               |
| ----------------------- | ---------------------------------- | ---------------------------------- | ---------------------------------- | ---------------------------------- | ---------------------------------- | ---------------------------------- | ---------------------------------- | ---------------------------------- | ---------------------------------- |
| 1963년                  | 조별리그                           | 8위                                | 4                                  | 0                                  | 0                                  | 4                                  | 2                                  | 15                                 | 0                                  |
| 1965년                  | 예선 탈락                          | 예선 탈락                          | 예선 탈락                          | 예선 탈락                          | 예선 탈락                          | 예선 탈락                          | 예선 탈락                          | 예선 탈락                          | 예선 탈락                          |
| 1967년                  | 결선리그                           | 6위                                | 5                                  | 0                                  | 1                                  | 4                                  | 3                                  | 12                                 | 1                                  |
| 1969년                  | 불참                               | 불참                               | 불참                               | 불참                               | 불참                               | 불참                               | 불참                               | 불참                               | 불참                               |
| 1971년                  | 예선 탈락                          | 예선 탈락                          | 예선 탈락                          | 예선 탈락                          | 예선 탈락                          | 예선 탈락                          | 예선 탈락                          | 예선 탈락                          | 예선 탈락                          |
| 1973년                  | 불참                               | 불참                               | 불참                               | 불참                               | 불참                               | 불참                               | 불참                               | 불참                               | 불참                               |
| 1977년                  | 불참                               | 불참                               | 불참                               | 불참                               | 불참                               | 불참                               | 불참                               | 불참                               | 불참                               |
| 1981년                  | 불참                               | 불참                               | 불참                               | 불참                               | 불참                               | 불참                               | 불참                               | 불참                               | 불참                               |
| 1985년                  | 불참                               | 불참                               | 불참                               | 불참                               | 불참                               | 불참                               | 불참                               | 불참                               | 불참                               |
| 1989년                  | 불참                               | 불참                               | 불참                               | 불참                               | 불참                               | 불참                               | 불참                               | 불참                               | 불참                               |
| 1991년                  | 예선 탈락                          | 예선 탈락                          | 예선 탈락                          | 예선 탈락                          | 예선 탈락                          | 예선 탈락                          | 예선 탈락                          | 예선 탈락                          | 예선 탈락                          |
| 1993년                  | 예선 탈락                          | 예선 탈락                          | 예선 탈락                          | 예선 탈락                          | 예선 탈락                          | 예선 탈락                          | 예선 탈락                          | 예선 탈락                          | 예선 탈락                          |
| 1996년                  | 예선 탈락                          | 예선 탈락                          | 예선 탈락                          | 예선 탈락                          | 예선 탈락                          | 예선 탈락                          | 예선 탈락                          | 예선 탈락                          | 예선 탈락                          |
| 1998년                  | 예선 탈락                          | 예선 탈락                          | 예선 탈락                          | 예선 탈락                          | 예선 탈락                          | 예선 탈락                          | 예선 탈락                          | 예선 탈락                          | 예선 탈락                          |
| 2000년                  | 예선 탈락                          | 예선 탈락                          | 예선 탈락                          | 예선 탈락                          | 예선 탈락                          | 예선 탈락                          | 예선 탈락                          | 예선 탈락                          | 예선 탈락                          |
| 2002년                  | 예선 탈락                          | 예선 탈락                          | 예선 탈락                          | 예선 탈락                          | 예선 탈락                          | 예선 탈락                          | 예선 탈락                          | 예선 탈락                          | 예선 탈락                          |
| 2003년                  | 예선 탈락                          | 예선 탈락                          | 예선 탈락                          | 예선 탈락                          | 예선 탈락                          | 예선 탈락                          | 예선 탈락                          | 예선 탈락                          | 예선 탈락                          |
| 2005년                  | 예선 탈락                          | 예선 탈락                          | 예선 탈락                          | 예선 탈락                          | 예선 탈락                          | 예선 탈락                          | 예선 탈락                          | 예선 탈락                          | 예선 탈락                          |
| 2007년                  | 예선 탈락                          | 예선 탈락                          | 예선 탈락                          | 예선 탈락                          | 예선 탈락                          | 예선 탈락                          | 예선 탈락                          | 예선 탈락                          | 예선 탈락                          |
| 2009년                  | 조별리그                           | 11위                               | 3                                  | 0                                  | 0                                  | 3                                  | 0                                  | 8                                  | 0                                  |
| 2011년                  | 예선 탈락                          | 예선 탈락                          | 예선 탈락                          | 예선 탈락                          | 예선 탈락                          | 예선 탈락                          | 예선 탈락                          | 예선 탈락                          | 예선 탈락                          |
| 2013년                  | 예선 탈락                          | 예선 탈락                          | 예선 탈락                          | 예선 탈락                          | 예선 탈락                          | 예선 탈락                          | 예선 탈락                          | 예선 탈락                          | 예선 탈락                          |
| 2015년                  | 예선 탈락                          | 예선 탈락                          | 예선 탈락                          | 예선 탈락                          | 예선 탈락                          | 예선 탈락                          | 예선 탈락                          | 예선 탈락                          | 예선 탈락                          |
| 2017년                  | 조별리그                           | 10위                               | 3                                  | 0                                  | 0                                  | 3                                  | 1                                  | 7                                  | 0                                  |
| 2019년                  | 조별리그                           | 15위                               | 3                                  | 0                                  | 0                                  | 3                                  | 0                                  | 8                                  | 0                                  |
| 2021년                  | 예선 탈락                          | 예선 탈락                          | 예선 탈락                          | 예선 탈락                          | 예선 탈락                          | 예선 탈락                          | 예선 탈락                          | 예선 탈락                          | 예선 탈락                          |
| 합계                    | 5회 진출(5/26)                     | 조별리그(5회)                      | 18                                 | 0                                  | 1                                  | 17                                 | 6                                  | 50                                 | 1                                  |
| 순위                    | CONCACAF 북중미 골드컵 순위 : 23위 | CONCACAF 북중미 골드컵 순위 : 23위 | CONCACAF 북중미 골드컵 순위 : 23위 | CONCACAF 북중미 골드컵 순위 : 23위 | CONCACAF 북중미 골드컵 순위 : 23위 | CONCACAF 북중미 골드컵 순위 : 23위 | CONCACAF 북중미 골드컵 순위 : 23위 | CONCACAF 북중미 골드컵 순위 : 23위 | CONCACAF 북중미 골드컵 순위 : 23위 |

### CONCACAF 골드컵(예선)
| 북중미 골드컵 예선 기록 | 북중미 골드컵 예선 기록 | 북중미 골드컵 예선 기록 | 북중미 골드컵 예선 기록 | 북중미 골드컵 예선 기록 | 북중미 골드컵 예선 기록 | 북중미 골드컵 예선 기록 | 북중미 골드컵 예선 기록 |
| 년도                    | 경기                    | 승                      | 무*                     | 패                      | 득점                    | 실점                    | 승점                    |
| ----------------------- | ----------------------- | ----------------------- | ----------------------- | ----------------------- | ----------------------- | ----------------------- | ----------------------- |
| 1963년                  | 자동참가                | 자동참가                | 자동참가                | 자동참가                | 자동참가                | 자동참가                | 자동참가                |
| 1965년                  | 2                       | 1                       | 0                       | 1                       | 2                       | 4                       | 3                       |
| 1967년                  | 2                       | 1                       | 0                       | 1                       | 4                       | 4                       | 3                       |
| 1969년                  | 불참                    | 불참                    | 불참                    | 불참                    | 불참                    | 불참                    | 불참                    |
| 1971년                  | 2                       | 0                       | 0                       | 2                       | 2                       | 4                       | 0                       |
| 1973년                  | 불참                    | 불참                    | 불참                    | 불참                    | 불참                    | 불참                    | 불참                    |
| 1977년                  | 불참                    | 불참                    | 불참                    | 불참                    | 불참                    | 불참                    | 불참                    |
| 1981년                  | 불참                    | 불참                    | 불참                    | 불참                    | 불참                    | 불참                    | 불참                    |
| 1985년                  | 불참                    | 불참                    | 불참                    | 불참                    | 불참                    | 불참                    | 불참                    |
| 1989년                  | 불참                    | 불참                    | 불참                    | 불참                    | 불참                    | 불참                    | 불참                    |
| 1991년                  | 2                       | 0                       | 0                       | 2                       | 2                       | 5                       | 0                       |
| 1993년                  | 2                       | 0                       | 0                       | 2                       | 0                       | 8                       | 0                       |
| 1996년                  | 2                       | 0                       | 0                       | 2                       | 0                       | 7                       | 0                       |
| 1998년                  | 2                       | 0                       | 0                       | 2                       | 2                       | 11                      | 0                       |
| 2000년                  | 2                       | 0                       | 0                       | 2                       | 0                       | 2                       | 0                       |
| 2002년                  | 3                       | 0                       | 0                       | 3                       | 2                       | 19                      | 0                       |
| 2003년                  | 5                       | 1                       | 0                       | 4                       | 1                       | 11                      | 3                       |
| 2005년                  | 3                       | 1                       | 0                       | 2                       | 2                       | 9                       | 3                       |
| 2007년                  | 4                       | 1                       | 0                       | 3                       | 6                       | 14                      | 3                       |
| 2009년                  | 4                       | 1                       | 2                       | 1                       | 5                       | 6                       | 5                       |
| 2011년                  | 4                       | 0                       | 1                       | 3                       | 2                       | 7                       | 1                       |
| 2013년                  | 3                       | 0                       | 1                       | 2                       | 2                       | 5                       | 1                       |
| 2015년                  | 3                       | 0                       | 0                       | 3                       | 0                       | 6                       | 0                       |
| 2017년                  | 5                       | 1                       | 1                       | 3                       | 5                       | 6                       | 4                       |
| 2019년                  | 4                       | 3                       | 0                       | 1                       | 9                       | 2                       | 9                       |
| 2021년                  | 6                       | 2                       | 1                       | 3                       | 9                       | 11                      | 7                       |
| 합계                    | 60                      | 12                      | 6                       | 42                      | 55                      | 141                     | 42                      |

## 코파 센트로아메리카나
| 코파 센트로아메리카나 기록 | 코파 센트로아메리카나 기록 | 코파 센트로아메리카나 기록 | 코파 센트로아메리카나 기록 | 코파 센트로아메리카나 기록 | 코파 센트로아메리카나 기록 | 코파 센트로아메리카나 기록 | 코파 센트로아메리카나 기록 | 코파 센트로아메리카나 기록 | 코파 센트로아메리카나 기록 |
| 년도                       | 결과                       | 순위                       | 경기                       | 승                         | 무*                        | 패                         | 득점                       | 실점                       | 승점                       |
| -------------------------- | -------------------------- | -------------------------- | -------------------------- | -------------------------- | -------------------------- | -------------------------- | -------------------------- | -------------------------- | -------------------------- |
| 1991년                     | 예선 탈락                  | 예선 탈락                  | 예선 탈락                  | 예선 탈락                  | 예선 탈락                  | 예선 탈락                  | 예선 탈락                  | 예선 탈락                  | 예선 탈락                  |
| 1993년                     | 예선 탈락                  | 예선 탈락                  | 예선 탈락                  | 예선 탈락                  | 예선 탈락                  | 예선 탈락                  | 예선 탈락                  | 예선 탈락                  | 예선 탈락                  |
| 1995년                     | 예선 탈락                  | 예선 탈락                  | 예선 탈락                  | 예선 탈락                  | 예선 탈락                  | 예선 탈락                  | 예선 탈락                  | 예선 탈락                  | 예선 탈락                  |
| 1997년                     | 조별리그                   | 6위                        | 2                          | 0                          | 0                          | 2                          | 2                          | 11                         | 0                          |
| 1999년                     | 조별리그                   | 5위                        | 2                          | 0                          | 0                          | 2                          | 0                          | 2                          | 0                          |
| 2001년                     | 조별리그                   | 7위                        | 3                          | 0                          | 0                          | 3                          | 2                          | 19                         | 0                          |
| 2003년                     | 결선리그                   | 6위                        | 5                          | 1                          | 0                          | 4                          | 1                          | 11                         | 3                          |
| 2005년                     | 조별리그                   | 5위                        | 3                          | 1                          | 0                          | 2                          | 2                          | 9                          | 3                          |
| 2007년                     | 조별리그                   | 6위                        | 4                          | 1                          | 0                          | 3                          | 6                          | 14                         | 3                          |
| 2009년                     | 조별리그                   | 5위                        | 4                          | 1                          | 2                          | 1                          | 5                          | 6                          | 5                          |
| 2011년                     | 조별리그                   | 6위                        | 4                          | 0                          | 1                          | 3                          | 2                          | 7                          | 1                          |
| 2013년                     | 조별리그                   | 7위                        | 3                          | 0                          | 1                          | 2                          | 2                          | 5                          | 1                          |
| 2014년                     | 조별리그                   | 6위                        | 3                          | 0                          | 0                          | 3                          | 0                          | 6                          | 0                          |
| 2017년                     | 결선리그                   | 5위                        | 5                          | 1                          | 1                          | 3                          | 5                          | 6                          | 4                          |
| 합계                       | 11회 출전(11/14)           | 조별리그(11회)             | 38                         | 5                          | 5                          | 28                         | 27                         | 96                         | 20                         |

## 팬아메리칸 게임
| 팬아메리칸 게임 기록 | 팬아메리칸 게임 기록 | 팬아메리칸 게임 기록 | 팬아메리칸 게임 기록 | 팬아메리칸 게임 기록 | 팬아메리칸 게임 기록 | 팬아메리칸 게임 기록 | 팬아메리칸 게임 기록 | 팬아메리칸 게임 기록 | 팬아메리칸 게임 기록 |
| 년도                 | 결과                 | 순위                 | 경기                 | 승                   | 무*                  | 패                   | 득점                 | 실점                 | 승점                 |
| -------------------- | -------------------- | -------------------- | -------------------- | -------------------- | -------------------- | -------------------- | -------------------- | -------------------- | -------------------- |
| 1951년               | 불참                 | 불참                 | 불참                 | 불참                 | 불참                 | 불참                 | 불참                 | 불참                 | 불참                 |
| 1955년               | 불참                 | 불참                 | 불참                 | 불참                 | 불참                 | 불참                 | 불참                 | 불참                 | 불참                 |
| 1959년               | 불참                 | 불참                 | 불참                 | 불참                 | 불참                 | 불참                 | 불참                 | 불참                 | 불참                 |
| 1963년               | 불참                 | 불참                 | 불참                 | 불참                 | 불참                 | 불참                 | 불참                 | 불참                 | 불참                 |
| 1967년               | 불참                 | 불참                 | 불참                 | 불참                 | 불참                 | 불참                 | 불참                 | 불참                 | 불참                 |
| 1971년               | 불참                 | 불참                 | 불참                 | 불참                 | 불참                 | 불참                 | 불참                 | 불참                 | 불참                 |
| 1975년               | 조별리그             | 13위                 | 3                    | 0                    | 0                    | 3                    | 2                    | 23                   | 0                    |
| 1979년               | 불참                 | 불참                 | 불참                 | 불참                 | 불참                 | 불참                 | 불참                 | 불참                 | 불참                 |
| 1983년               | 불참                 | 불참                 | 불참                 | 불참                 | 불참                 | 불참                 | 불참                 | 불참                 | 불참                 |
| 1987년               | 불참                 | 불참                 | 불참                 | 불참                 | 불참                 | 불참                 | 불참                 | 불참                 | 불참                 |
| 1991년               | 조별리그             | 13위                 | 3                    | 0                    | 0                    | 3                    | 1                    | 20                   | 0                    |
| 1995년               | 진출 실패            | 진출 실패            | 진출 실패            | 진출 실패            | 진출 실패            | 진출 실패            | 진출 실패            | 진출 실패            | 진출 실패            |
| 1999년               | 진출 실패            | 진출 실패            | 진출 실패            | 진출 실패            | 진출 실패            | 진출 실패            | 진출 실패            | 진출 실패            | 진출 실패            |
| 2003년               | 진출 실패            | 진출 실패            | 진출 실패            | 진출 실패            | 진출 실패            | 진출 실패            | 진출 실패            | 진출 실패            | 진출 실패            |
| 2007년               | 진출 실패            | 진출 실패            | 진출 실패            | 진출 실패            | 진출 실패            | 진출 실패            | 진출 실패            | 진출 실패            | 진출 실패            |
| 2011년               | 진출 실패            | 진출 실패            | 진출 실패            | 진출 실패            | 진출 실패            | 진출 실패            | 진출 실패            | 진출 실패            | 진출 실패            |
| 2015년               | 진출 실패            | 진출 실패            | 진출 실패            | 진출 실패            | 진출 실패            | 진출 실패            | 진출 실패            | 진출 실패            | 진출 실패            |
| 합계                 | 2회 진출(2/17)       | 조별리그(2회)        | 6                    | 0                    | 0                    | 6                    | 3                    | 43                   | 0                    |

## 주요 선수
- 마누엘 로사스
- 후스토 로렌테
- 호수에 퀴하노
- 후안 바레라
- 마를론 로페즈
- 카를로스 차바리아
- 다니엘 카데나
- 루이스 갈레아노